# Автобан A11 (Німеччина)
Федеральний автобан 11 (A11, нім. Bundesautobahn 11) — автобан у східній Німеччині, відкритий у 1936 році. Оскільки він частково перебуває в напівзруйнованому стані, наразі його модернізують на різних ділянках. Дорога є основним сполученням між Берліном і Щецином і з'єднана з польською автострадою A6 у Мекленбург-Передня Померанія.
У 1930-х роках він був спланований і завершений як частина Рейхсавтобану Берлін-Кенігсберг (Берлінка). Цей автобан разом з A10 є частиною північно-східного кордону Берліна.
Весь A11 також позначається як E28, таким чином також становлячи весь маршрут E28 через Німеччину.

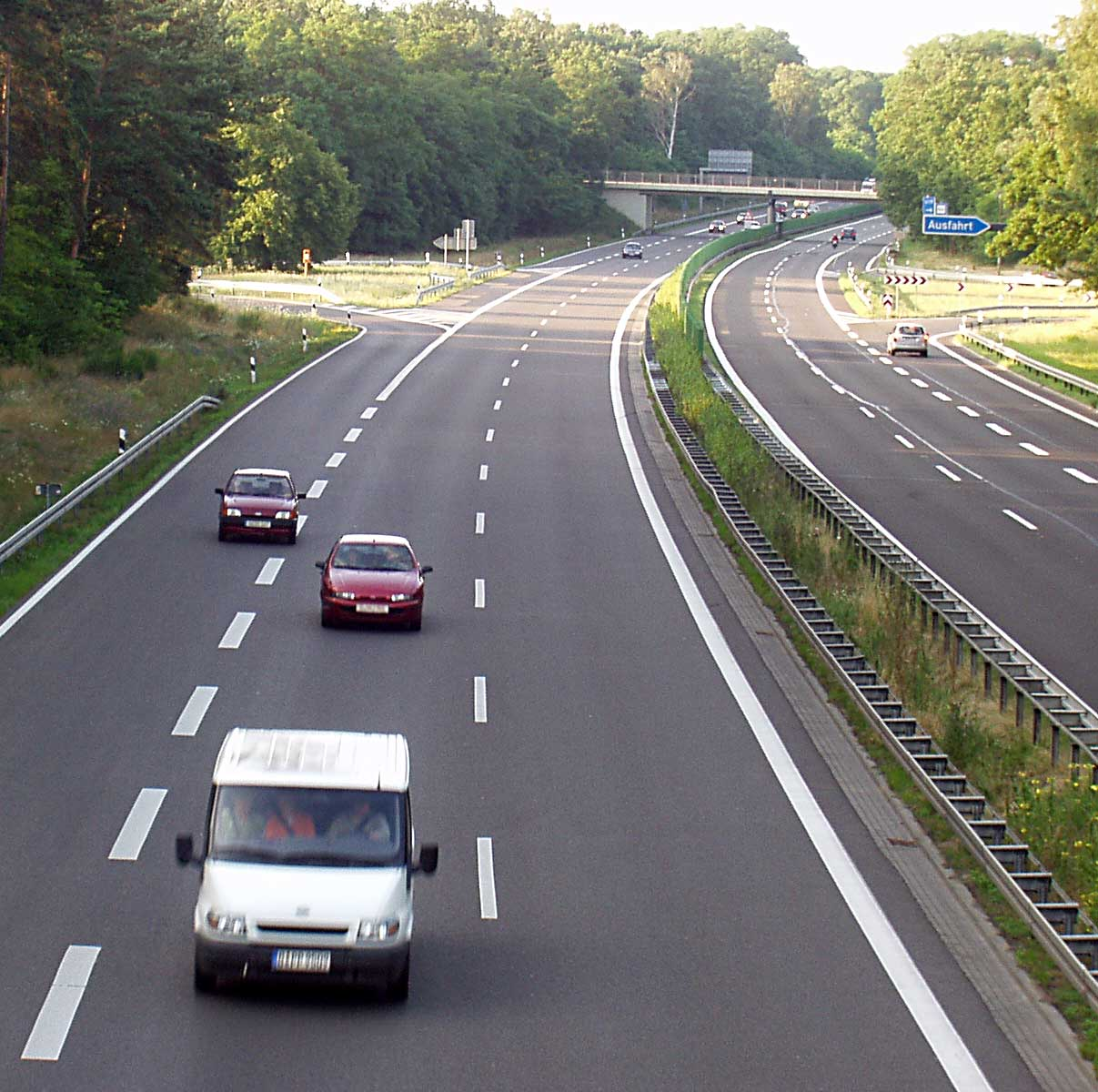
A11 на виїзді з Фінофурта